# .km

Vlag van Comoren

.km is het achtervoegsel van domeinnamen van de Comoren.
Het domein is sinds 1998 actief, maar wordt niet veel gebruikt.